# Sheffield United F.C.
Sheffield United Football Club er en engelsk fodboldklub fra Sheffield. Klubben er naturligt nok rivaler med Sheffields anden klub Sheffield Wednesday. Klubben spiller i The Championship, hvor klubben også var i sæsonen 2021-22. Klubben var i League One så sent som i sæsonen 2016-2017. Klubben har vundet det engelske mesterskab en enkelt gang i 1898 og FA Cuppen 4 gange (1899, 1902, 1915, 1925), så storhedstiden ligger mange år tilbage.
Tidligere spillere i klubben inkluderer Phil Jagielka, Michael Brown og James Beattie.

## Spillere
Oversigten er opdateret til og med 8. Maj 2025
| Nr. | Land    | Position | Spiller           |
| --- | ------- | -------- | ----------------- |
| 1   | England | MM       | Michael Cooper    |
| 2   | England | FO       | Alfie Gilchrist   |
| 3   | England | FO       | Sam McCallum      |
| 4   | England | MI       | Oliver Arblaster  |
| 5   | England | FO       | Rob Holding       |
| 7   | England | AN       | Rhian Brewster    |
| 8   | Holland | MI       | Gustavo Hamer     |
| 9   | Wales   | AN       | Kieffer Moore     |
| 10  | England | MI       | Callum O'Hare     |
| 11  | England | AN       | Jesurun Rak-Sakyi |

| Nr. | Land                | Position | Spiller                 |
| --- | ------------------- | -------- | ----------------------- |
| 14  | England             | FO       | Harrison Burrows        |
| 15  | Bosnien-Hercegovina | FO       | Anel Ahmedhodzic        |
| 16  | England             | FO       | Jamie Shackleton        |
| 17  | Wales               | MM       | Adam Davies             |
| 18  | England             | FO       | Harry Clarke            |
| 19  | England             | FO       | Jack Robinson           |
| 20  | Chile               | AN       | Ben Brereton Díaz       |
| 21  | Brasilien           | MI       | Vini Souza              |
| 22  | England             | MI       | Tom Davies              |
| 23  | England             | AN       | Tyrese Campbell         |
| 24  | Bangladesh          | MI       | Hamza Choudhury         |
| 28  | Irland              | AN       | Tom Cannon              |
| 29  | Peru                | AN       | Jefferson Cáceres       |
| 33  | Wales               | FO       | Rhys Norrington-Davides |
| 35  | England             | MI       | Andre Brooks            |
| 38  | England             | FO       | Femi Seriki             |
| 39  | Skotland            | AN       | Ryan Oné                |
| 42  | England             | MI       | Sydie Peck              |

### Andre spillere med kontrakt
| Nr. | Land    | Position | Spiller        |
| --- | ------- | -------- | -------------- |
| —   | Irland  | FO       | Stephen Mallon |
| —   | England | FO       | Jake Wright    |
| —   | England | FO       | Sam Graham     |
| —   | England | FO       | Ben Heneghan   |

| Nr. | Land    | Position | Spiller          |
| --- | ------- | -------- | ---------------- |
| —   | Irland  | MI       | Samir Carruthers |
|     | England | MI       | Ricky Holmes     |
| —   | England | AN       | Leon Clarke      |